# Mycomicrothelia confusa
Mycomicrothelia confusa är en lavart som beskrevs av D. Hawksw. Mycomicrothelia confusa ingår i släktet Mycomicrothelia och familjen Trypetheliaceae.   Inga underarter finns listade i Catalogue of Life.